# Imizu
Imizu (japanska: 射水市  ?, Imizu-shi) är en stad i Toyama prefektur i Japan. Staden bildades 2005 genom en sammanslagning av staden Shinminato med grannkommunerna
Daimon, Kosugi, Ōshima och Shimo.